# Sofiane Boufal
Sofiane Boufal (arabiska: سفيان بوفال), född 17 september 1993 i Paris, är en franskfödd marockansk fotbollsspelare som spelar för Angers och Marockos landslag. Han har tidigare spelat för Lille och Southampton.

## Karriär
Den 29 augusti 2016 värvades Boufal av Southampton, där han skrev på ett femårskontrakt. Den 20 juli 2018 lånades Boufal ut till spanska Celta Vigo på ett låneavtal över säsongen 2018/2019.
Den 5 oktober 2020 blev det klart att Boufal återvände till Angers.